# Château-l’Hermitage
Château-l’Hermitage település Franciaországban, Sarthe megyében. Lakosainak száma 255 fő (2022. január 1.). Château-l’Hermitage Saint-Ouen-en-Belin, Yvré-le-Pôlin, Pontvallain, Requeil és Saint-Biez-en-Belin községekkel határos.

## Népesség
A település népességének változása:
| Lakosok száma | 274  | 272  | 265  | 254  | 252  | 252  | 253  | 254  | 255  |
|               | 2013 | 2015 | 2016 | 2017 | 2018 | 2019 | 2020 | 2021 | 2022 |